# Alessandro Maino
Alessandro Maria Camillo Luigi Ermanno Maino (Gallarate, 10 luglio 1863 – Gallarate, 22 ottobre 1929) è stato un imprenditore e politico italiano.
Imprenditore nel settore dei tessili, ha iniziato con una piccola impresa a Somma Lombardo per lavorazioni conto terzi con un centinaio di telai. Nel 1904 apre a Gallarate il primo di una serie di stabilimenti per il candeggio, la tintoria e il finimento dei tessuti, che insieme arrivano a dare lavoro a circa diecimila operai. È stato consigliere comunale di Gallarate e consigliere provinciale di Milano, vice-presidente di Confindustria e presidente della federazione provinciale varesina dell'industria.